# Corymbia intermedia
Corymbia intermedia är en myrtenväxtart som först beskrevs av Ferdinand von Mueller och Richard Thomas Baker, och fick sitt nu gällande namn av Kenneth D. Hill och Lawrence Alexander Sidney Johnson. Corymbia intermedia ingår i släktet Corymbia och familjen myrtenväxter. Inga underarter finns listade i Catalogue of Life.

## Bildgalleri

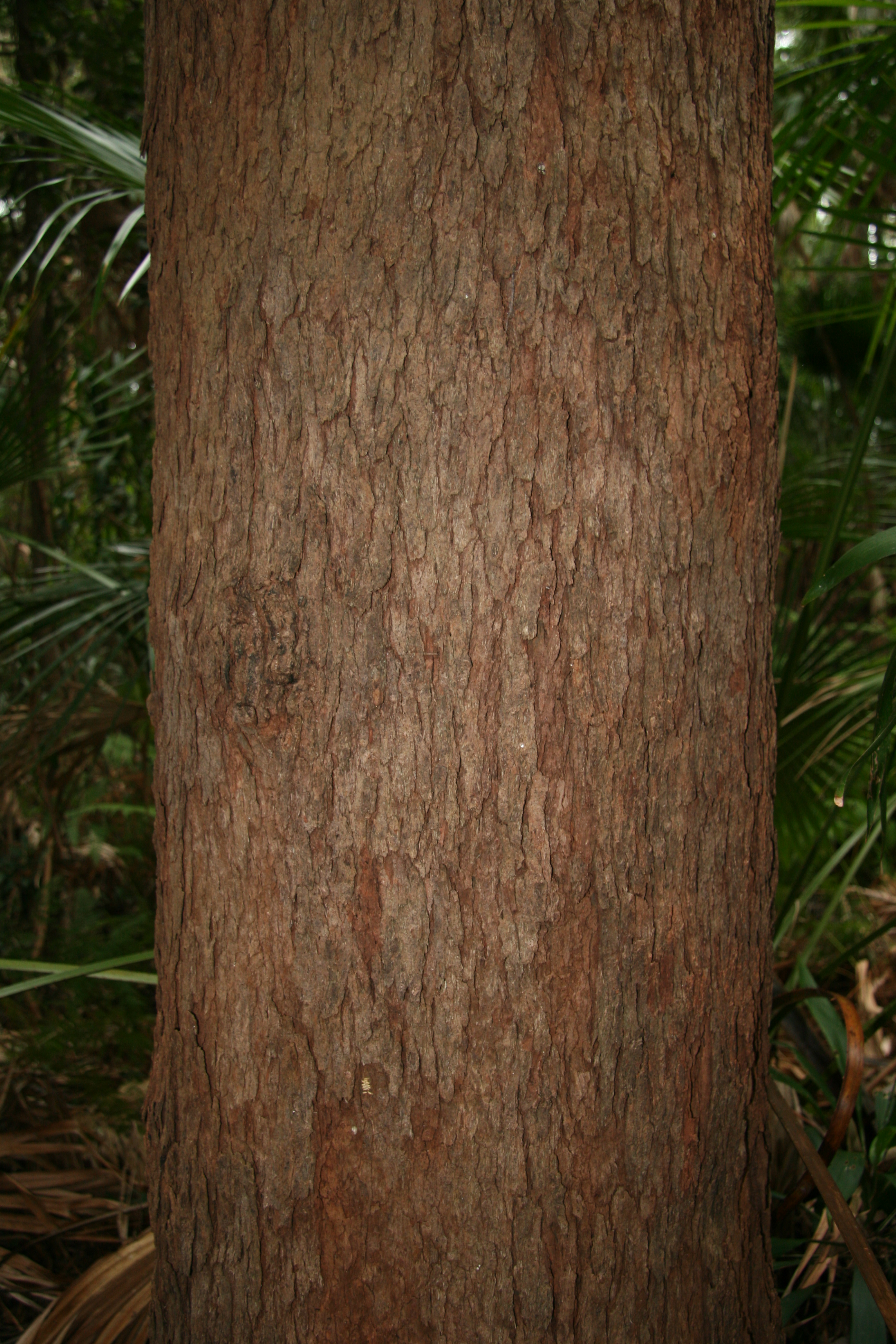